# Biserica Sfinții Arhangheli din Ghelari
Biserica „Sfinții Arhangheli” este un monument istoric aflat pe teritoriul satului Ghelari, județul Hunedoara.

## Istoric și trăsături
Important centru al mineritului transilvănean, centrul comunal Ghelari este păstrătorul a două valoroase monumente de cult ortodoxe. Biserica veche, monument istoric, conform pisaniei „s-a înălțat și pictat în anul 1770 iunie 17”, cu sprijinul „chtitorului celui mare, a dumnealui marele armin Berencz Gheorghe”, un nobil român calvinizat, care, prin aceasta, aducea mulțumire lui Dumnezeu pentru vindecarea soției sale prin taina ortodoxă a Sfântului Maslu. Compusă inițial dintr-un altar nedecroșat, poligonal, cu trei laturi, și un naos dreptunghiular spațios, biserica a suferit de-a lungul timpului mai multe modificări și reparații; cunoscute sunt șantierele din anii 1837 (adăugarea pronaosului și a turnului-clopotniță), 1905, 1923, 1951, 1966-1967, 1986-1988 (modificarea pronaosului) și 2005 (înlocuirea pardoselii). Cu excepția fleșei evazate a turnului, învelită în tablă, la acoperișul propriu-zis s-a păstrat învelitoarea clasică din șiță, reînoită periodic (1932, 1967 și 2010). 
În ceea ce privește decorul iconografic interior, pomelnicul de la proscomidiar indică numele a doi meșteri, preotul Simion Zugravul din Pitești, care pare să fi împodobit pereții și bolta de lemn a naosului, și ucenicul său Nicolae, autorul icoanelor împărătești și a scenelor din altar; cel din urmă se semna cu atributul originii sale, considerat titlu de noblețe: „1770 Nicolae Zugrav de Țara Românească” sau „1770 Nicolaus Pictor de Transalpina”. Pictura a fost recondiționată întâi în anul 1928, iar apoi în perioada 1986-1987 de Horia Gherghina și Virgil Dan din Hunedoara.
Lângă biserica monument istoric se află cea de a doua biserică a Ghelariului, având hramurile „Sfinții Apostoli Petru și Pavel” și „Sfinții Arhangheli Mihail și Gavriil”. Ea impresionează prin monumentalitatea sa (47 m lungime, 21 m lățime și 47 m înălțime). Lucrările au început în anul 1939 și au fost finalizate în anul 1960. Târnosirea s-a făcut la 4 noiembrie 1973.